# فانا (مغنية مؤلفة)
فانا (بالكرواتية: Vanna)‏ هي مغنية مؤلفة كرواتية، ولدت في 1 سبتمبر 1970 في كوبريفنيتسا في كرواتيا.

## وصلات خارجية
- الموقع الرسمي
- فانا على موقع IMDb (الإنجليزية)
- فانا على موقع ميوزك برينز (الإنجليزية)
- فانا على موقع ديسكوغز (الإنجليزية)
- فانا على موقع ديسكوغز (الإنجليزية)